# Oberholsers jufferduif
De Oberholsers jufferduif (Ptilinopus gularis  synoniem: Ptilinopus epius) is een vogel uit de familie Columbidae (duiven). Deze soort is endemisch op Sulawesi, een van de grotere eilanden van Indonesië.
Het is een endemische vogelsoort die in 1918 opnieuw  als Ptilinopus epius door de Amerikaanse ornitholoog  Harry Church Oberholser werd beschreven.

## Kenmerken
De vogel is 33 tot 36 cm lang. Het is een middelgrote, groen gekleurde jufferduif met een relatief lange staart. De vogel is van boven donkergroen en van onder askleurig grijs. Het oog is oranje tot roodbruin met een blauwe ring om het oog. De snavel is helder geel en de poten zijn paarsachtig rood.

## Verspreiding, leefgebied en status
Het is een vogel die door heel Sulawesi voorkomt in dicht bos, zowel primair regenwoud als secundair bos, meestal in laagland. Het is een redelijk algemene tot schaarse vogel die geleidelijk in aantal afneemt door ontbossing, maar niet in een verontrustend hoog tempo. Om deze redenen staat deze soort als niet bedreigd op de Rode Lijst van de IUCN.